# Dourdou de Camarès
Ne doit pas être confondu avec le Dourdou de Conques, affluent du Lot
Le Dourdou de Camarès est une  rivière du Sud de la France en région Occitanie qui coule dans les départements de l'Hérault, de l'Aveyron et du Tarn. C'est un affluent du Tarn en rive gauche, donc un sous-affluent de la Garonne.
Il coule d'abord vers le nord puis le nord-ouest, passant à Arnac-sur-Dourdou, Camarès, Vabres-l'Abbaye, Saint-Izaire, pour se jeter à l'ouest de Broquiès.
Le Dourdou de Camarès a une eau claire et poissonneuse qui peut virer vers une couleur rouge ocre lors de gros orages. Elle traverse des zones géologiques riches en argile ferrique et collecte les eaux de pluie chargée de cette couleur ocre. Le Tarn qui reste clair par beau temps est coloré par les eaux du Dourdou lors des fortes pluies.

## Géographie
De 86,8 km de longueur, il prend sa source à l'ouest des monts de l'Espinouse (Hérault) à 1 050 m d'altitude à la limite des communes de Murat-sur-Vèbre (Tarn) et de Cambon-et-Salvergues (Hérault). Il entre dans le département de l'Aveyron près d'Arnac-sur-Dourdou. Entre Fayet et Camarès, le Dourdou serpente dans de larges prairies et son cours est coupé par de grandes chaussées de moulins. Ses berges sont assez dégagées. Peu après, il coule dans une profonde vallée et prend un profil torrentueux en franchissant quelques passages difficiles et superbes pour les pêches sportives. Ses eaux sont assez rapides, mais à Brusque, il se calme légèrement dans de belles prairies en formant de longs courants vifs sur un fond de galets. Grossi par le Nuéjouls en aval de Fayet, le Dourdou, large de dix à douze mètres, prend son profil presque définitif de rivière. Il se jette dans le Tarn, en rive gauche, à Broquiès à 256 m d'altitude.

### Départements et communes traversés
- Tarn : Murat-sur-Vèbre.
- Aveyron : Arnac-sur-Dourdou, Brusque, Camarès, Sylvanès, Montlaur, Vabres-l'Abbaye, Calmels-et-le-Viala, Fayet, Broquiès, Saint-Izaire, .

## Affluents
L'affluent principal du Dourdou de Camarès est la Sorgues (46,4 km) qui lui donne ses eaux au niveau de Vabres-l'Abbaye.
Les autres affluents :
| - ruisseau des Clèdes - ruisseau de Nissoulière - rieu Pourquié - Rieu Mates - ruisseau le Sarlenq - ruisseau de la Balusière - ruisseau du Rimoustel - ruisseau du Péras - ruisseau de la Bouffie | - Rieu Sec - ruisseau de Cambias - ruisseau de Limbriac - ruisseau de Sanctus - ruisseau de Brox - ruisseau de Moulergues - ruisseau de Mialet - ruisseau de Moumayrianne - ruisseau de Célieux | - ruisseau de Serre Mèje - rivière la Nuéjouls : 31,2 km - ruisseau de Promillac - ruisseau de Ladous - ruisseau de Lauret - ruisseau de Saint-Paul - ruisseau de Ramondedieu - ruisseau de Pestort - ruisseau de Ramayrand | - ruisseau de Cadernac - ruisseau le Salabèle - ruisseau de Gommaric - ruisseau des Jonquières - ruisseau du Joncas - ruisseau de Combe Cave - ruisseau le Durre - ruisseau de Rembert - ruisseau de Querbes | - ruisseau le Grauzou : 14,1 km - ruisseau des Aillens - ruisseau de Poulan - ruisseau des Combalières - ruisseau de Grays - ruisseau de Bragouse - ruisseau le Maxillou - ruisseau de Bucels - ruisseau le Len : 16,8 km |

## Hydrologie

### Le Dourdou de Camarès à Vabres-l'Abbaye
- Débit minimal (à Vabres-l'Abbaye) : 1,5 m3/s
- Débit maximal (à Vabres-l'Abbaye) : 650 m3/s (crue du 27 septembre 1992)

Le débit du Dourdou de Camarès a été observé pendant une période de 32 ans (1961-1992), à Vabres-l'Abbaye, localité du département de l'Aveyron, située près du confluent avec le Tarn. Le bassin versant de la rivière est de 658 km2.
Le module de la rivière à Vabres-l'Abbaye est de 12,1 m3/s.
Le Dourdou de Camarès présente des fluctuations saisonnières de débit importantes, avec des hautes eaux d'hiver portant le débit mensuel moyen à des niveaux situés entre 17,2 et 21,5 m3/s, de janvier à avril inclus (maximum en février), et des basses eaux d'été, de juillet à début octobre, accompagnées d'une baisse du débit moyen mensuel allant jusque 3,09 m3 au mois d'août, ce qui reste assez confortable.

### Étiage ou basses eaux
Cependant, aux étiages, le VCN3 peut chuter jusque 1,6 m3/s, en cas de période quinquennale sèche, ce qui ne peut être qualifié de sévère.

### Crues
D'autre part, les crues peuvent être extrêmement importantes. Les QIX 2 et QIX 5 valent respectivement 280 et 440 m3/s. Le QIX 10 vaut 550 m3/s, tandis que le QIX 20 est de 650 m3. Enfin le QIX 50 se monte à 780 m3/s. Ces chiffres sont très élevés, ils atteignent 75 % de ceux de l'Agout à Lavaur, dont le bassin est pourtant 3,5 fois plus vaste. Ils sont supérieurs aussi à ceux de l'Hérault, proportionnellement à l'étendue du bassin. Mais ils le cèdent cependant à ceux de l'Ardèche. 
Le débit instantané maximal enregistré à Vabres-l'Abbaye a été de 650 m3/s le 1er septembre 1992, tandis que la valeur journalière maximale était de 487 m3/s le 17 janvier 1972. En comparant le premier de ces chiffres aux valeurs des différents QIX de la rivière, il apparaît que cette crue était d'ordre vicennal et donc nullement exceptionnelle. On peut considérer qu'elle est destinée à se répéter tous les 20 ans en moyenne.

### Lame d'eau et débit spécifique
La lame d'eau écoulée dans le bassin du Dourdou de Camarès est de 581 millimètres annuellement, ce qui est élevé, près de deux fois supérieur à la moyenne d'ensemble de la France, tous bassins confondus, et largement supérieur également à l'ensemble du bassin versant de la Garonne (384 millimètres). Le débit spécifique (ou Qsp) atteint 18,3 litres par seconde et par kilomètre carré de bassin.

## Histoire
Le 23 août 1944, les résistants du Corps Franc de la Montagne Noire venus de Cambon, ont fait sauter partiellement le Pont de la Mouline qui permet à la route reliant Murat-sur-Vèbre et Castanet-le-Haut, de franchir le Dourdou. Un dur combat s'est engagé entre eux et les troupes allemandes se repliant vers la Vallée du Rhône. Un monument perpétue le souvenir des résistants tombés ce jour-là.

## Galerie

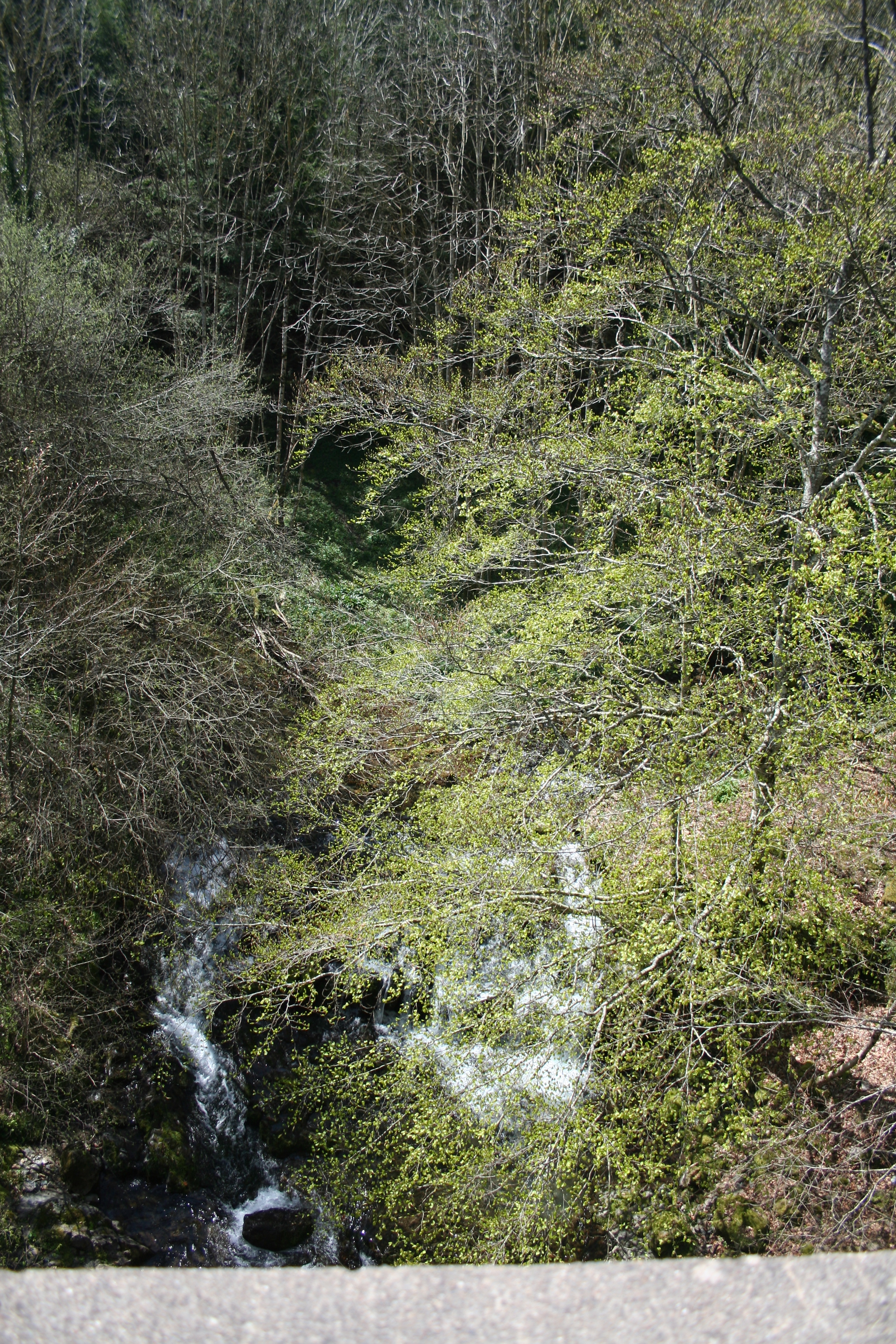
Le Dourdou au Pont de la Mouline.
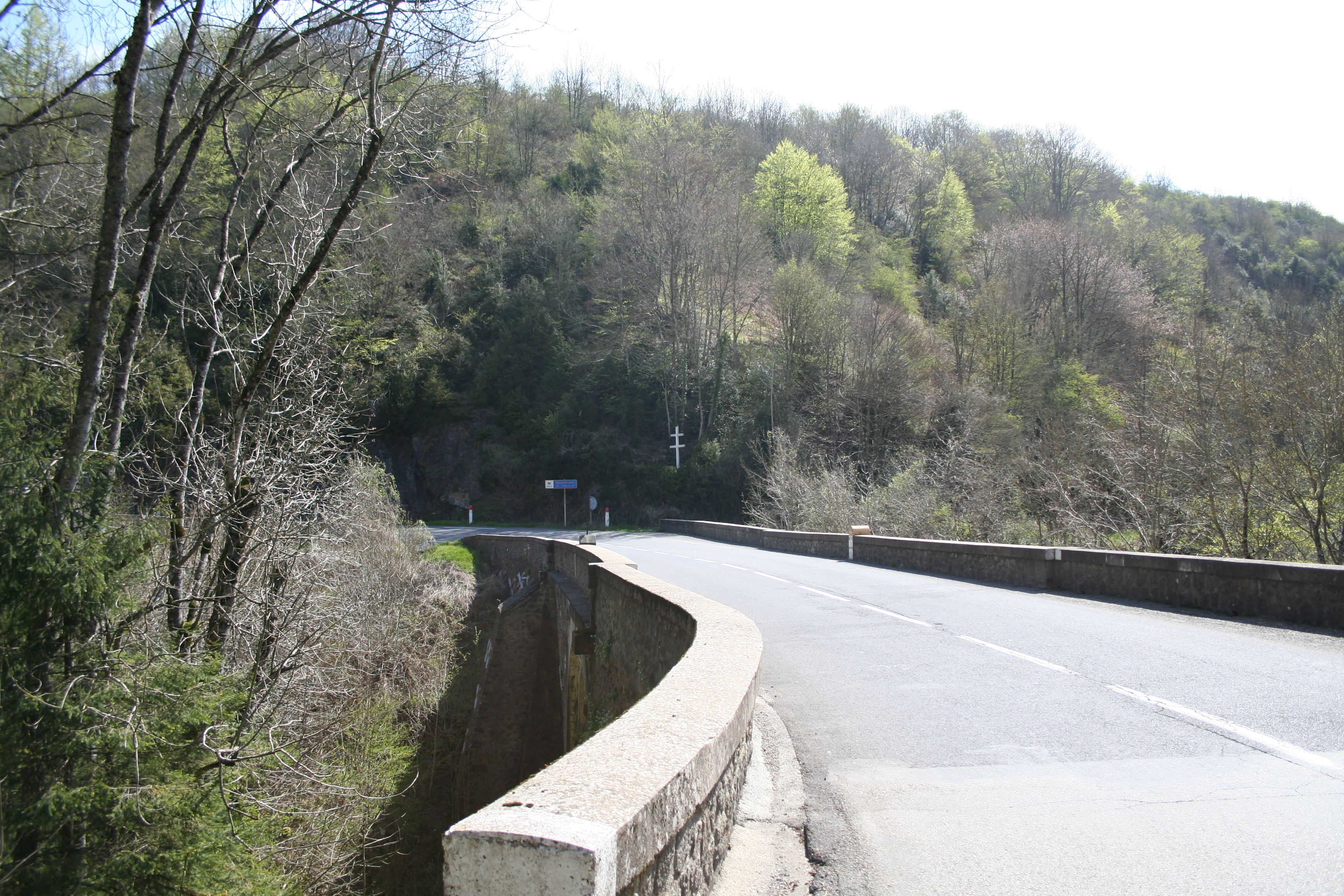
Pont de la Mouline.
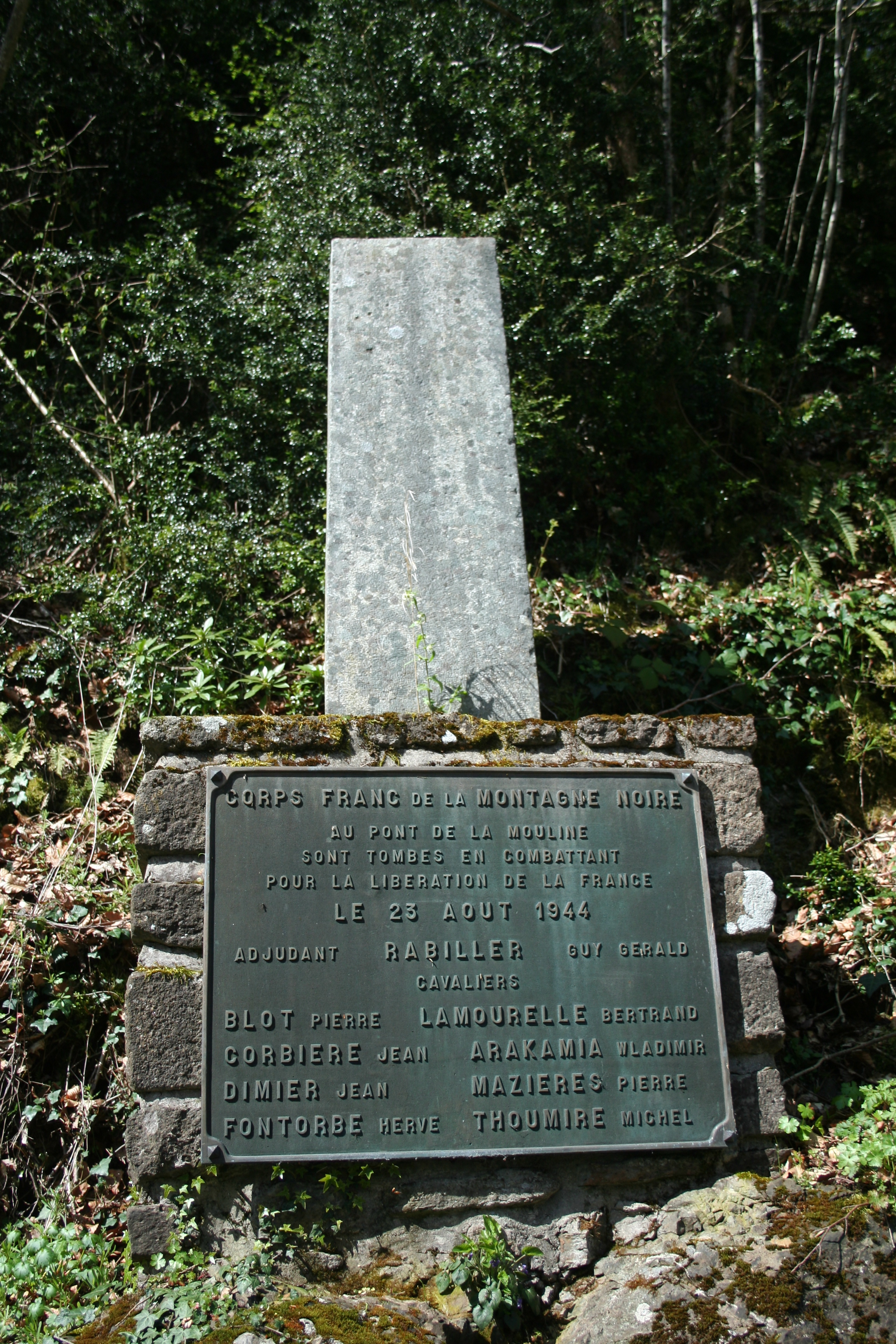
Mémorial du combat du 23 août 1944.
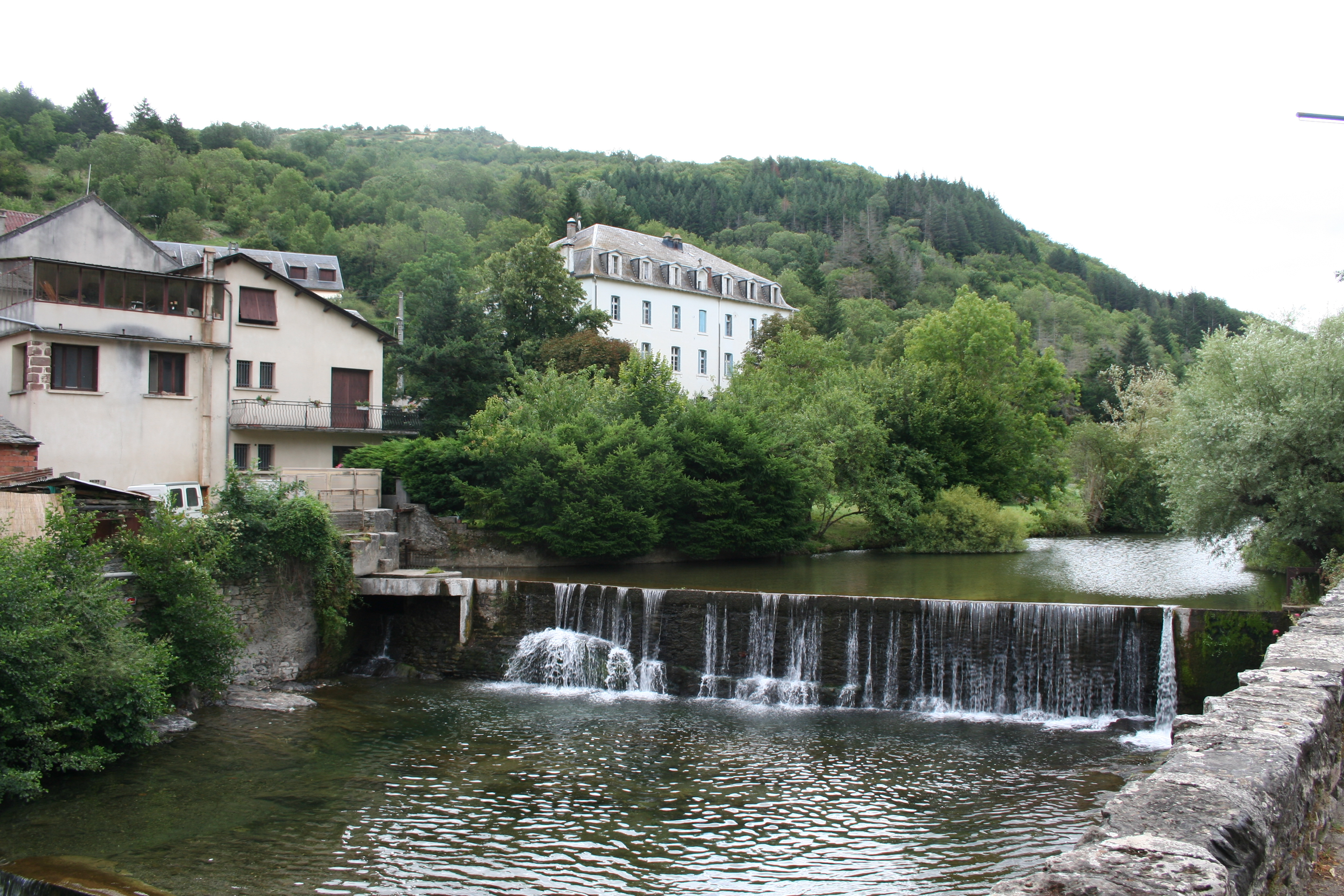
Le Dourdou à Brusque.